# Lasiobelba suchetae
Lasiobelba suchetae är en kvalsterart som beskrevs av Pranabes Sanyal 1992. Lasiobelba suchetae ingår i släktet Lasiobelba och familjen Oppiidae. Inga underarter finns listade i Catalogue of Life.